# 库里乌瓦
库里乌瓦是巴西巴拉那州的一个市镇。总面积576.261平方公里，总人口15013人，人口密度26.1人/平方公里。